# Чарлісон Бенсхоп
Чарлісон Бенсхоп (нід. Charlison Benschop, нар. 21 серпня 1989, Віллемстад) — нідерландський футболіст, нападник національної збірної Кюрасао.

## Клубна кар'єра
Народився 21 серпня 1989 року в місті Віллемстад. Вихованець юнацьких команд СКО '63 та «Спейкеніссе».
У дорослому футболі дебютував 2007 року виступами за «Валвейк», в якому провів три сезони, взявши участь у 68 матчах чемпіонату. Більшість часу, проведеного у складі «Валвейка», був основним гравцем атакувальної ланки команди.
Своєю грою за цю команду привернув увагу представників тренерського штабу АЗ, до складу якого приєднався влітку 2010 року. Відіграв за команду з Алкмара наступні два сезони своєї ігрової кар'єри. Граючи у складі «АЗ» також здебільшого виходив на поле в основному складі команди.
3 липня 2012 року підписав чотирирічний контракт з французьким «Брестом», який заплатив за гравця 1,3 млн. євро, що стало найдорожчою покупкою клубу в історії. Проте заграти в основному складі Бенсхоп не зумів, провівши за сезон лише 18 матчів в чемпіонаті, через що влітку 2013 року був відданий в оренду на сезон в «Фортуну» (Дюссельдорф), яка виступала в Другій Бундеслізі. Відіграв за клуб з Дюссельдорфа два сезони.
2015 року став гравцем команди «Ганновер 96», у якій протягом наступних трьох сезонів не змін вибороти місце в основному складі. Протягом 2018–2019 років захищав кольори «Інгольштадт 04», після чого повернувся на батьківщину, де спочатку на умовах оренди грав за «Де Графсхап», а згодом уклав контракі з «Гронінгеном».
На початку 2020 року перебрався на Кіпр, ставши гравцем лімасольського «Аполлона».

## Виступи за збірну
2010 року залучався до складу молодіжної збірної Нідерландів. На молодіжному рівні зіграв у 2 офіційних матчах, забив 1 гол.
2017 року дебютував в офіційних матчах у складі національної збірної Кюрасао. За два роки був у її складі учасником Золотого кубка КОНКАКАФ 2019.